# Conseil d'Amérique du Nord et des Caraïbes
Le Caribbean and North American Area Council (CANAAC - Conseil d'Amérique du Nord et des Caraïbes) est l'organisation régionale de l'Alliance réformée mondiale Pour les États-Unis, le Canada et la Caraïbe.

## Membres
États-Unis
- Christian Reformed Church in North America
- Cumberland Presbyterian Church
- Cumberland Presbyterian Church in America
- Evangelical Presbyterian Church
- Hungarian Reformed Church in America
- Korean Presbyterian Church in America
- Lithuanian Evangelical Reformed Church
- Presbyterian Church (U.S.A.)
- Reformed Church in America
- United Church of Christ

 République dominicaine
- Iglesia Evangelica Dominicana

 Guyana
- Guyana Congregational Union
- Guyana Presbyterian Church

 Cuba
- Iglesia Presbiteriana Reformada en Cuba

 Canada
- Église unie du Canada

 Grenade
- Presbyterian Church in Grenada

 Trinité-et-Tobago
- Presbyterian Church in Trinidad and Tobago

 Jamaïque et  Îles Caïmans
- United Church in Jamaica and the Cayman Islands